# Козаківка (Калуський район)
Козаківка (до 1946 року — Брєза або Бряза) — село в Україні, у Болехівській міській громаді Калуського району Івано-Франківської області. Лежить у передгір'ї Карпат і має статус гірського.

## Географія
Село розташоване за 42 км від м. Долини і за 27 км від залізничної станції Болехів. 
При в'їзді в село є маловідомі водоспади — Козаківський та Козачі Сльози. У селі річка Бесарабка впадає у Сукіль.

## Назва
7 червня 1946 року указом Президії Верховної Ради УРСР село Бряза Болехівського району перейменовано на Козаківка і Брязівська сільська Рада — на Козаківська.

## Історія
Тут знайдено срібну римську монету II ст. н. е.
У 1939 році в селі проживало 950 мешканців (895 українців, 5 поляків, 40 латинників, 10 євреїв).
Неподалік від села діяла старшинська школа УПА «Олені ім. героя Крут Георгія Пипського» У 2020 р. тут знайдено бідон з повстанським архівом.

## Інфраструктура
У селі є одинадцятирічна школа, клуб, бібліотека, медпункт, крамниця, відділення зв'язку, ощадкаса.

## Релігійні споруди
- Дерев'яна церква Покрови Пресвятої Богородиці громади УПЦ КП, збудована 1830 року.[6]
- Церква св. Івана Предтечі (збудована релігійною громадою УГКЦ в 1996 році).

## Лісництво
У Козаківці є лісництво Болехівського лісокомбінату. На території, підпорядкованій Козаківському лісництву, розташовані такі природоохоронні території:

### Заказники
- Щавнянська Магура
- Магура
- Федів
- Гирява

### Заповідне урочище
- Тусули

### Пам'ятки природи
- Тис ягідний
- Щавна

## Відомі особистості

### Народились
- Юрій Мушак — відомий вчений, випускник Віденського університету, професор кафедри античної літератури Львівського університету.
- Кобилинець Іван «Козак», «Сокіл» (12.07.1912 — 24.11.1944 с. Красне Рожнятівського району) — сотник УПА[7].
- Юрків Зіновій Миронович (1978) — начальник Вінницької державної зональної лісонасіннєвої інспекції, член-кореспондент Лісівничої академії наук України.

### Померли
- У селі загинув Юсип Ярослав-«Журавель»  — сотник УПА, командир куреня «Промінь», заступник командира ТВ-23 «Магура», лицар Срібного Хреста Бойової Заслуги 2-го класу.

## Галерея

В'їзд до Козаківки
Пам'ятник
Знак с. Козаківка
Пам'ятник Юрію Мушаку
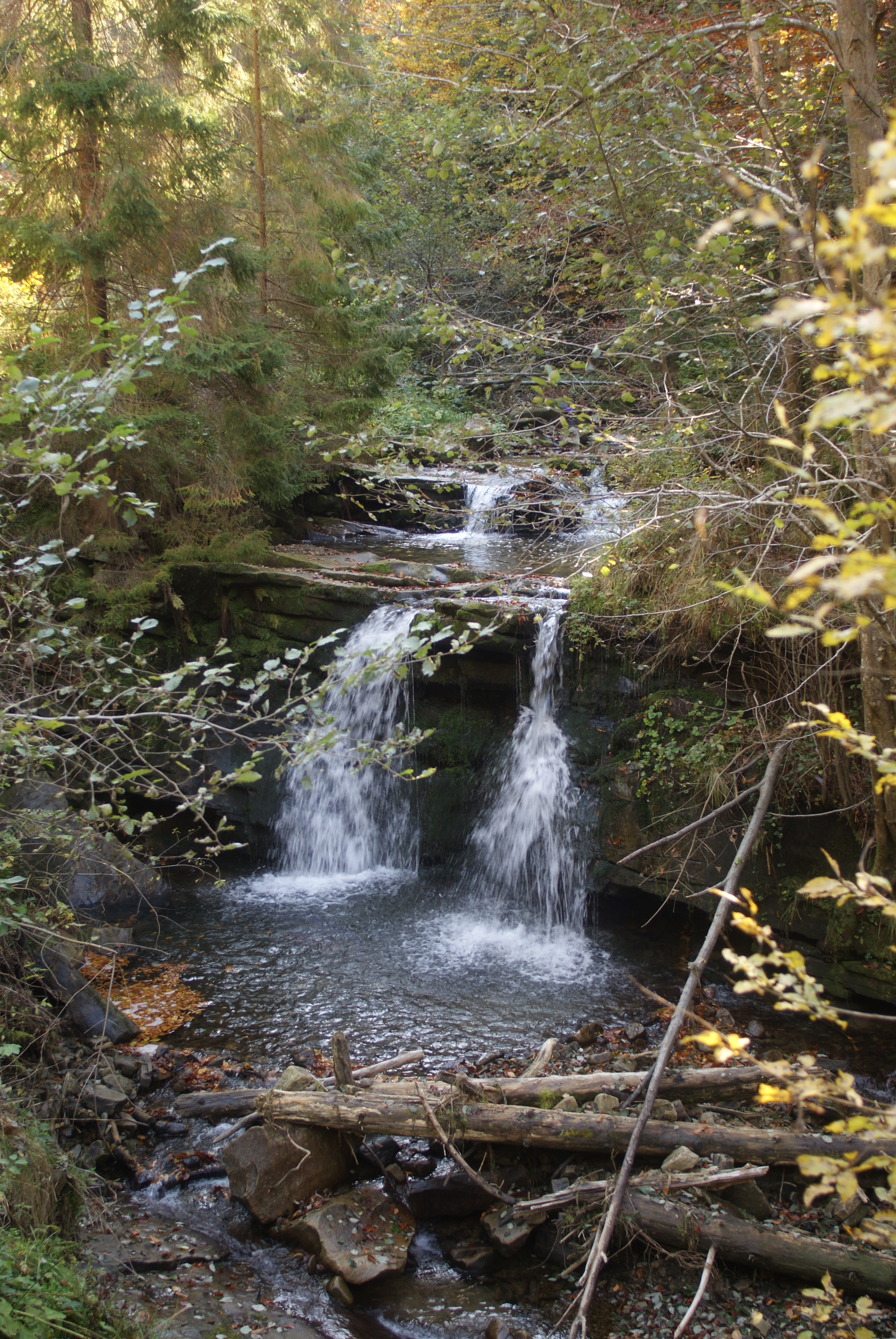
Водоспад Козачі сльози
Козаківський водоспад